# Миллионерша
«Миллионерша» (англ. The Millionairess) — кинокартина британского режиссёра Энтони Асквита, романтическая кинокомедия 1960 года с участием Софи Лорен и Питера Селлерса. Снята по одноимённой пьесе Бернарда Шоу.

## Сюжет
Эпифания — избалованная наследница миллионного состояния, по воле отца, может выйти замуж только за того, кто сможет превратить 500 фунтов в 50000 фунтов стерлингов за короткое время. Её миллионы прельщают многих мужчин, но происходит случайная встреча с бедным индийским доктором, и миллионерша не может думать ни о ком другом. Только есть два «но»: первое —  доктор не обращает на неё внимания; второе —  по воле матери, он может жениться лишь на той, кто сможет прожить три месяца, потратив только 35 шиллингов.

## В ролях
- Софи Лорен — Эпифания
- Питер Селлерс — доктор Ахмед Кабир
- Аластер Сим — адвокат Юлий Сагамор
- Витторио Де Сика — Джо
- Гари Рэймонд — Аластер